# アーネスト・ノーマンド
アーネスト・ノーマンド（Ernest Normand、1857年12月30日 – 1923年3月23日）はイギリスの画家である。

## 略歴
ロンドンで生まれた。ロンドンのセント・マーチンズ・スクール・オブ・アート（現在のセントラル・セント・マーチンズ）で絵画を学び始めた。大英博物館で、古典作品を模写したりして修行した。ドイツで絵画を学び1876年に帰国した。1880年からロイヤル・アカデミー・オブ・アーツの美術学校で学び始めた。アカデミーで学んでいたヘンリエッタ・レイと知り合い、1884年に結婚した。レイは旧姓のままで画家の活動を続け、1886年に息子、1993年に娘が生まれた。1885年から夫妻はロンドンの芸術家が多く集まっていたケンジントン・アンド・チェルシー区のホランドパークに夫妻のスタジオを作った。ホランドパークのスタジオにはフレデリック・レイトン、ジョン・エヴァレット・ミレー、ヴァレンタイン・キャメロン・プリンセプ、ジョージ・フレデリック・ワッツといったイギリスですでに有名になっていた画家たちが訪れた。
夫妻で1900年からは3年間、パリのアカデミー・ジュリアンに入学しジュール・ジョゼフ・ルフェーブルやジャン＝ジョセフ・バンジャマン＝コンスタンに学んだ。帰国後、1993年からロンドン南東部のUpper Norwood地区に移った。
歴史に題材を取った絵画や「オリエンタリズム」の絵画を描いた。「ラファエル前派」の画家たちからも影響を受けていたとされる。

## 作品

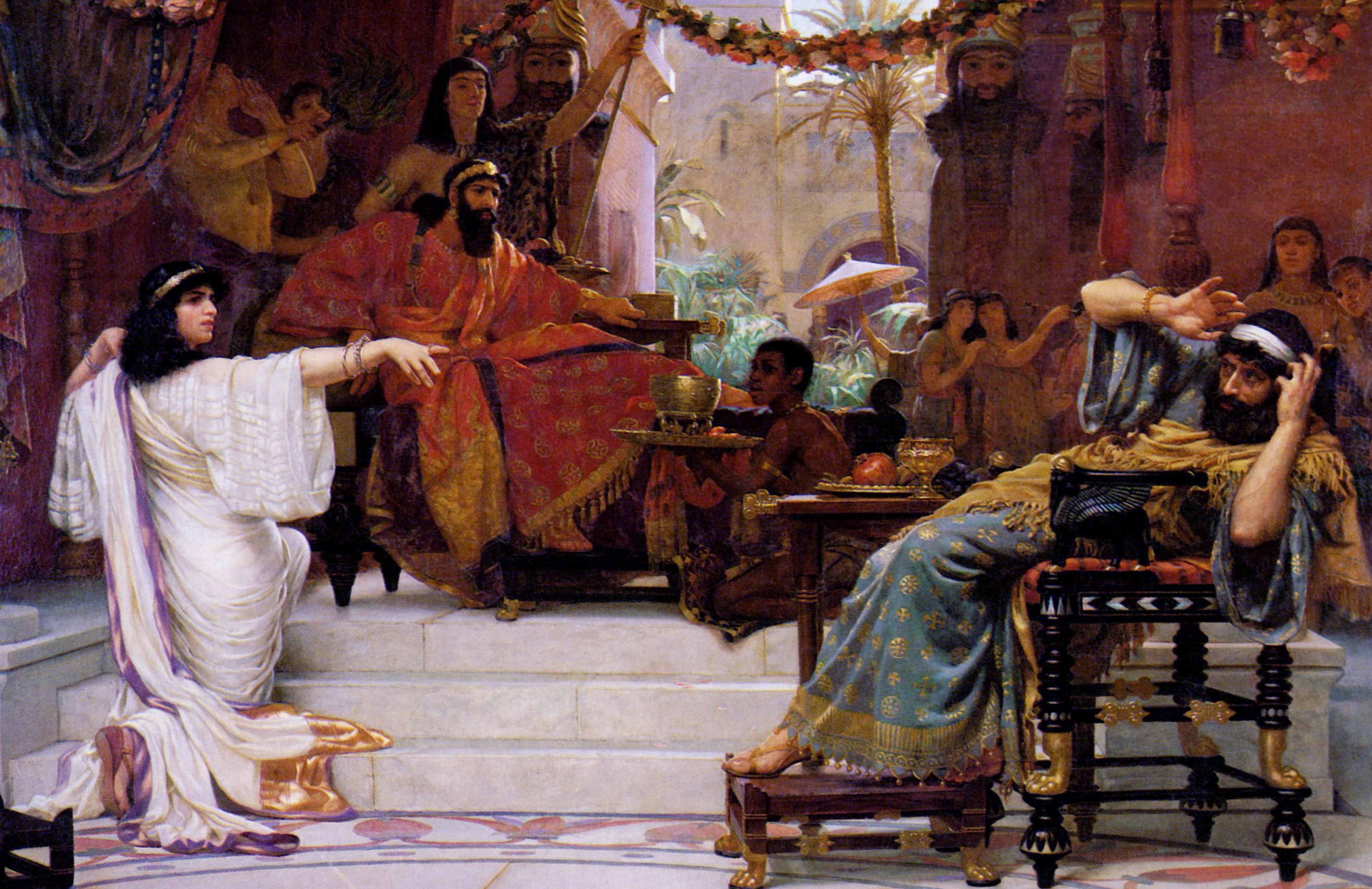
「ハマンを非難するエステル」(1888)
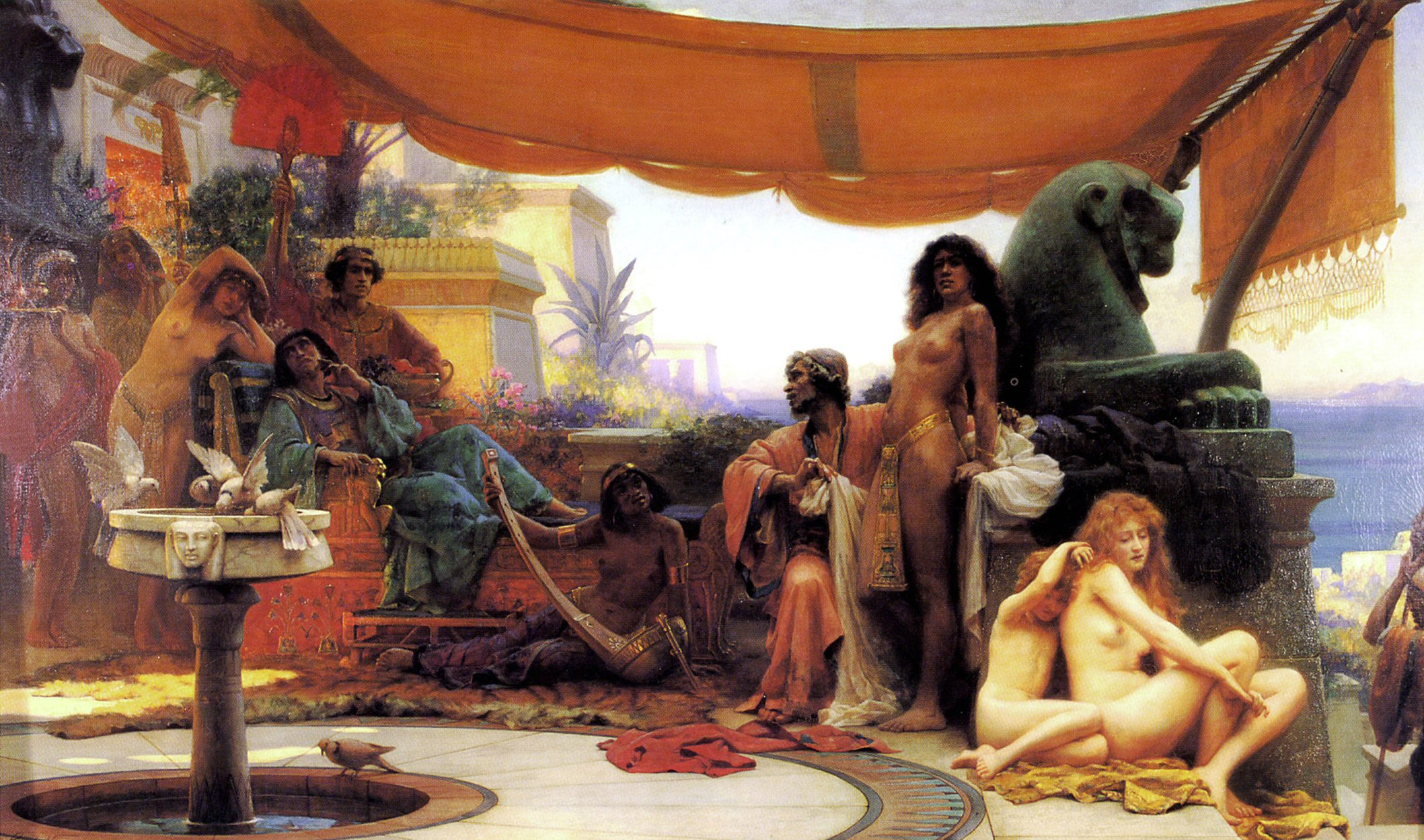
"Bondage" (1890)
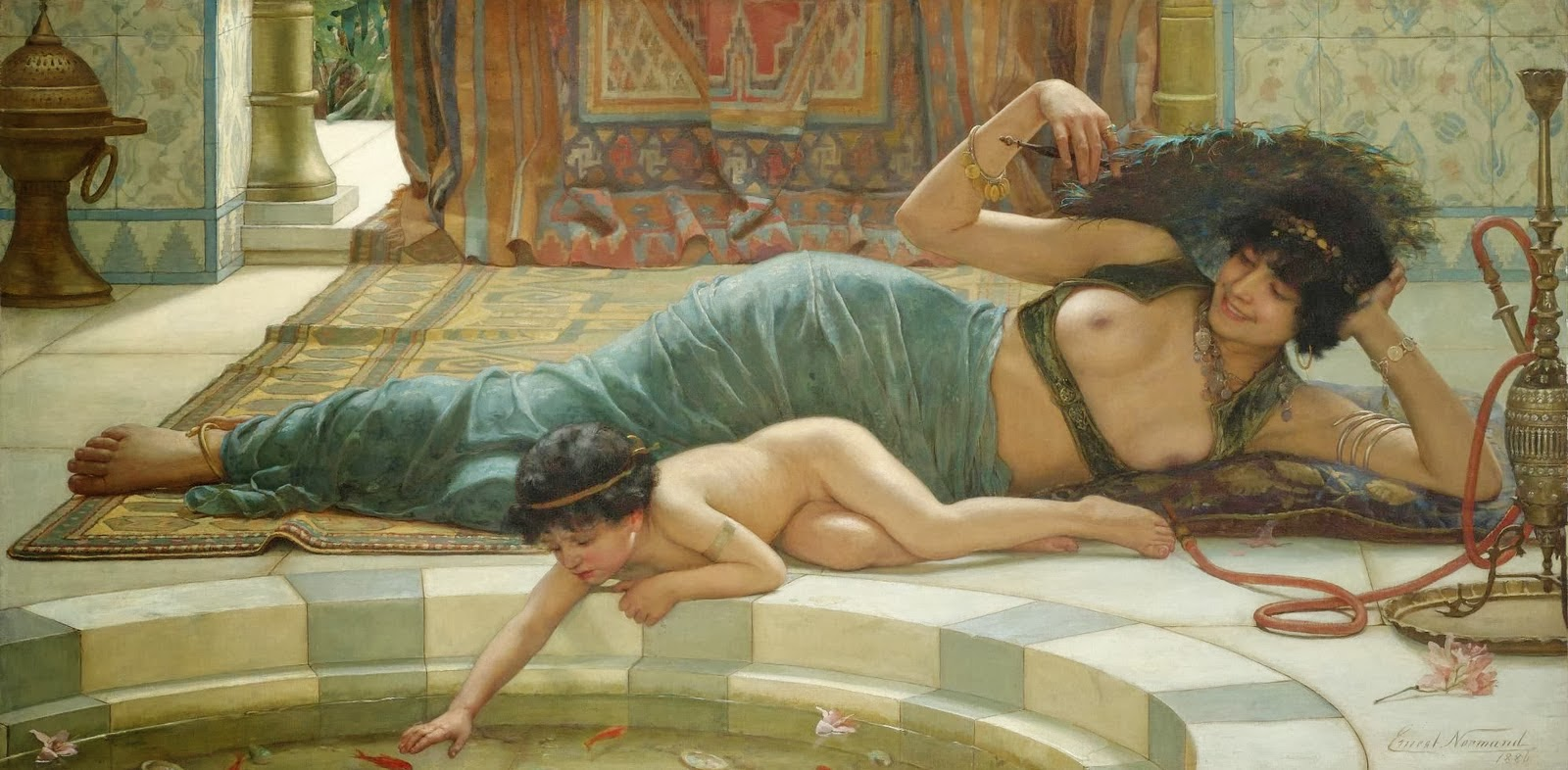
"Playthings" (1900)

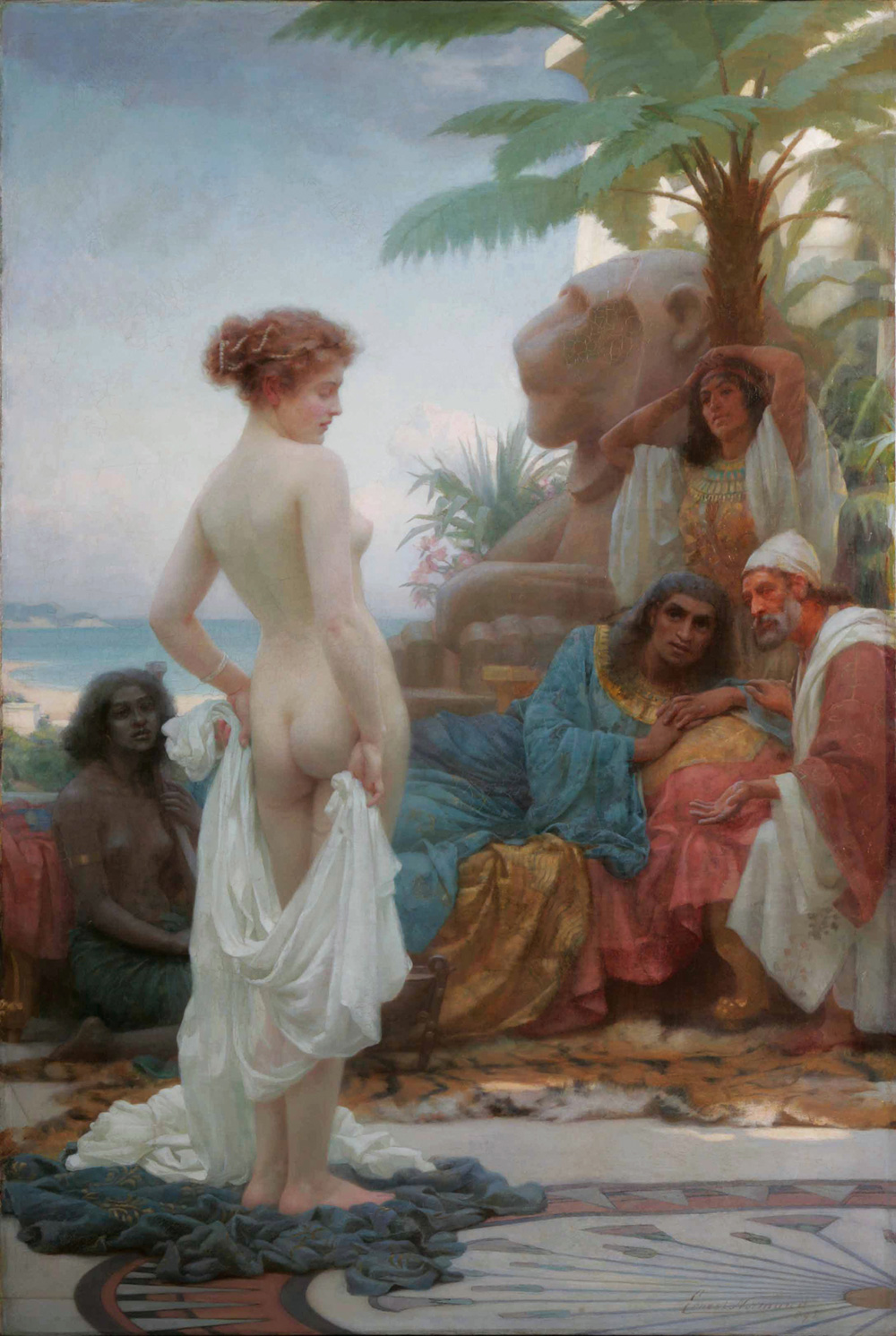
"White Slave" (1894)
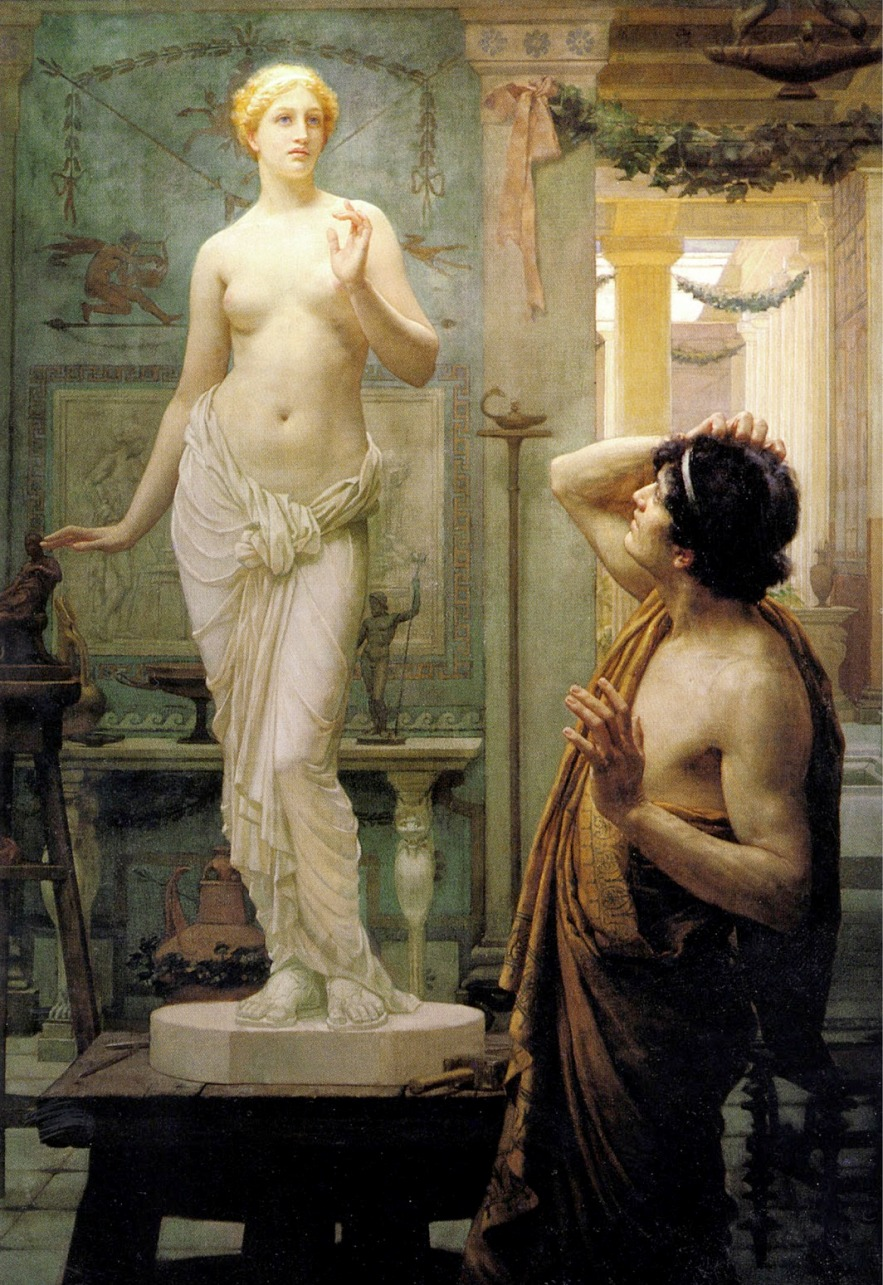
「ピュグマリオーンとガラテイア」
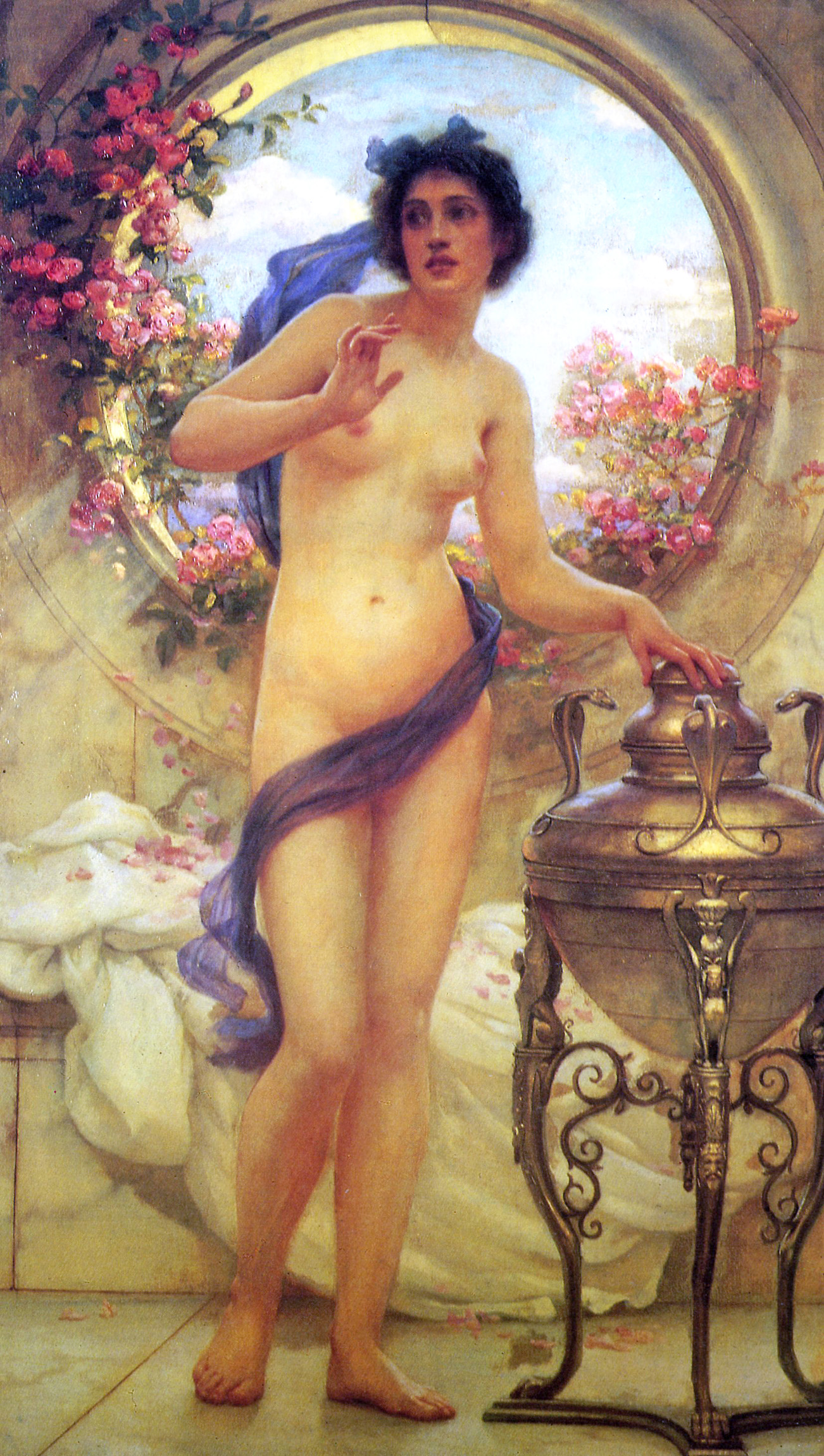
"Evil Sought"
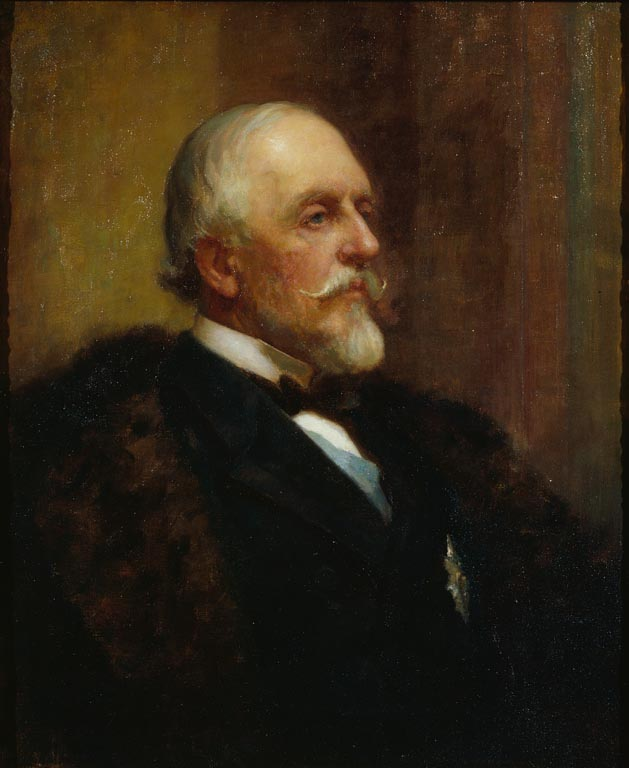
(初代ダファリン侯爵の肖像画